# 于海洋
于海洋（1990年4月18日—），青岛人，中国足球运动员，司职中场，现效力于中超球队青岛中能。

## 职业生涯

### 青年队
- 进入山东鲁能泰山的鲁能足校。

### 俱乐部
2009年转会至青岛海利丰。由于这一年青岛海利丰的“吊射门”事件，俱乐部次年被禁止注册，于海洋先是在2010年初加盟了青岛中能预备队，中期转会时补报进入中超名单，但是得不到上场机会。于海洋在2011年加盟了青岛科技大学校队，征战中乙。2012年，青岛青科不再参加中乙，于海洋改踢五人制足球，加盟全国五人制足球联赛的青岛英茁体育队。2013年，于海洋重回职业足球赛场，加盟新成立的青岛海牛。